# Anatoli Karatsuba

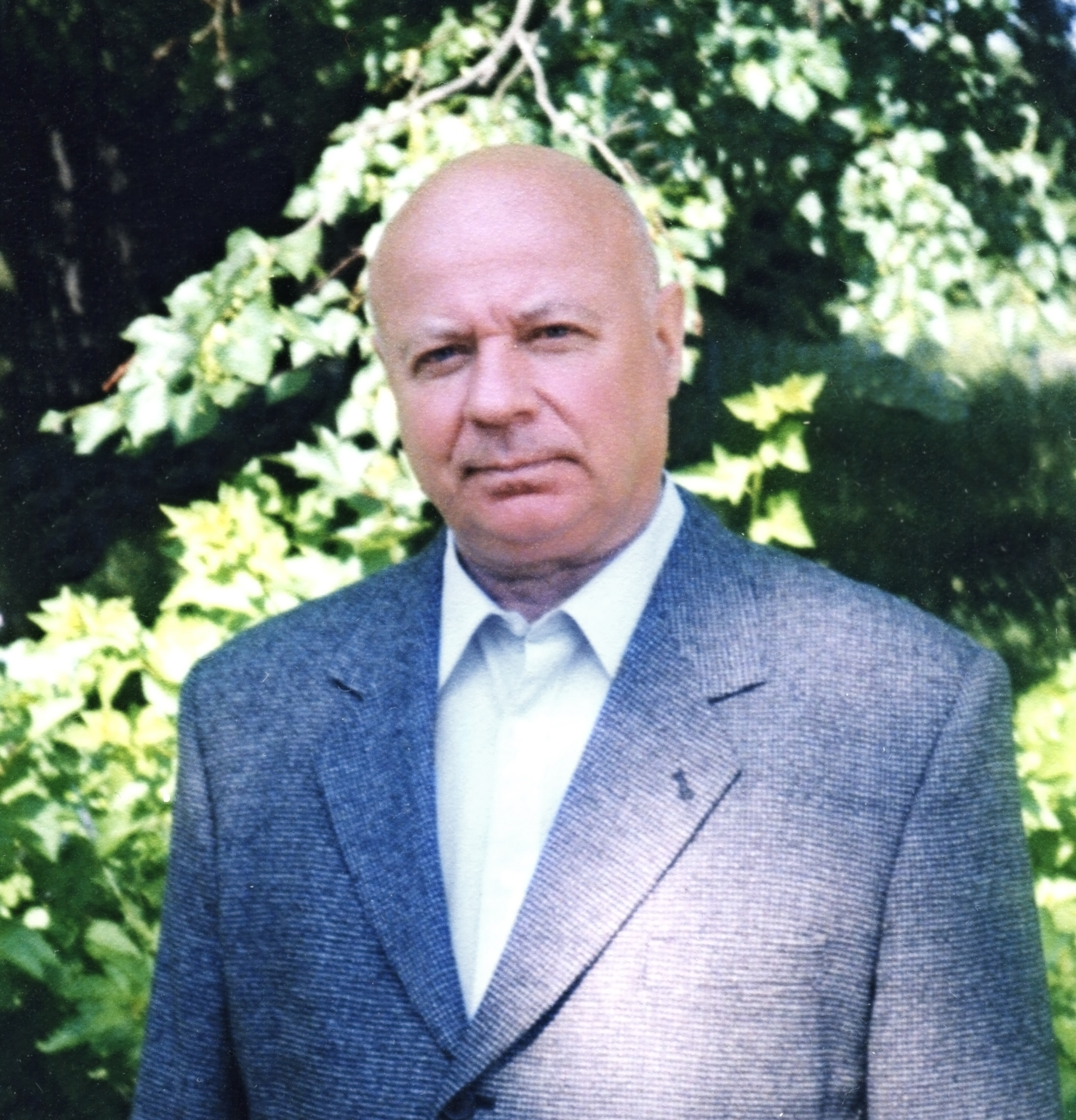

Anatoli Alekséyevich Karatsuba (Grozni, 31 de enero de 1937 — Moscú, 28 de septiembre de 2008) fue un matemático ruso, conocido sobre todo por primer método numérico rápido: el algoritmo de Karatsuba, un procedimiento para multiplicar números grandes bastante rápido.

## Vida profesional
Anatoli Karatsuba obtuvo su graduado en Matemáticas en la Facultad de Mecánica y Matemáticas de la Universidad Estatal de Moscú en 1953. En 1962 obtuvo su Doctorado en matemáticas con su tesis "Suma de razones trigonométricas de una forma especial y sus aplicaciones", supervisado por N.M. Korobov y por su facultad. En 1966, gracias a su tesis "Método de sumas trigonométricas y teoremas del valor medio" obtuvo una plaza de investigador en el Instituto Steklov.
A partir de 1983 fue el director del Departamento de la Teoría de Números en el Instituto Steklov y profesor del Departamento de Análisis Matemático en la Facultad de Mecánica y Matemáticas, Universidad Estatal de Moscú (desde 1962). Sus investigaciones se centraron en: sumas trigonométricas e integrales trigonométricas cardinales, la función zeta de Riemann, caracteres de Dirichlet, autómatas finitos, y algoritmos eficientes.
Karatsuba ha supervisado 15 Doctorados, y ha recibido los siguientes premios:
- Premio P. L. Chebyshov (1981)
- Premio al Trabajador Científico Meritorio de Rusia (1999)
- Premio I. M. Vinográdov (2001).

### Publicaciones en español
Fundamentos de la teoría analítica de los números. Trata sobre el problema de Goldbach y el problema de Waring, en sendos capítulos.